# Осоавиахим
Осоавиахи́м (О́бщество соде́йствия обо́роне, авиацио́нному и хими́ческому строи́тельству аббрев. ОАХ) — советская общественно-политическая оборонная организация, существовавшая в 1927—1948 годы, предшественник ДОСААФа.

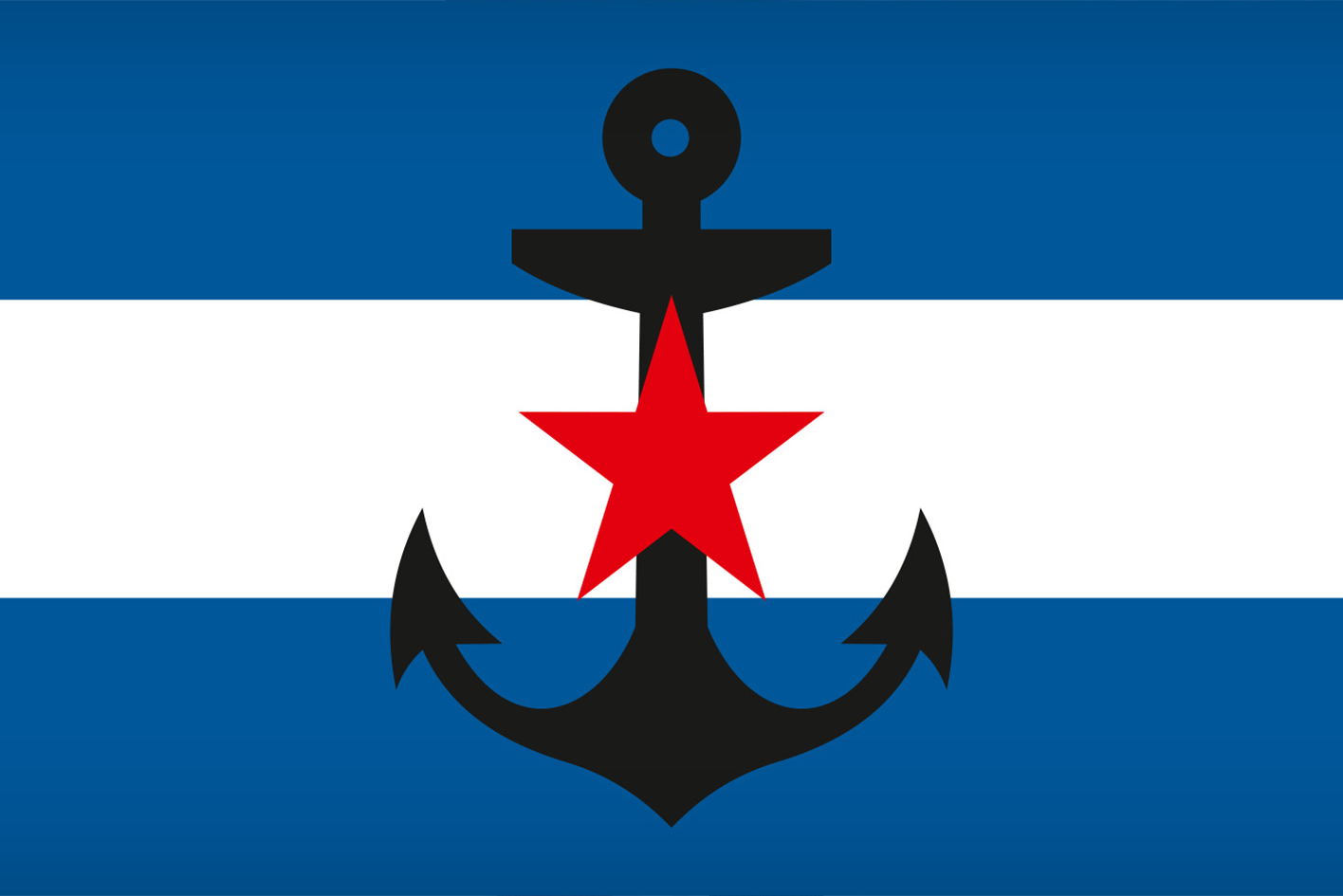
Кормовой флаг морских и речных судов Осоавиахима

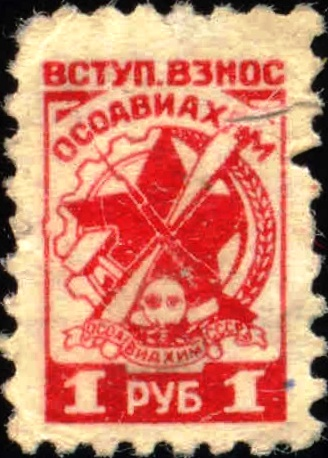
Марка Осоавиахим

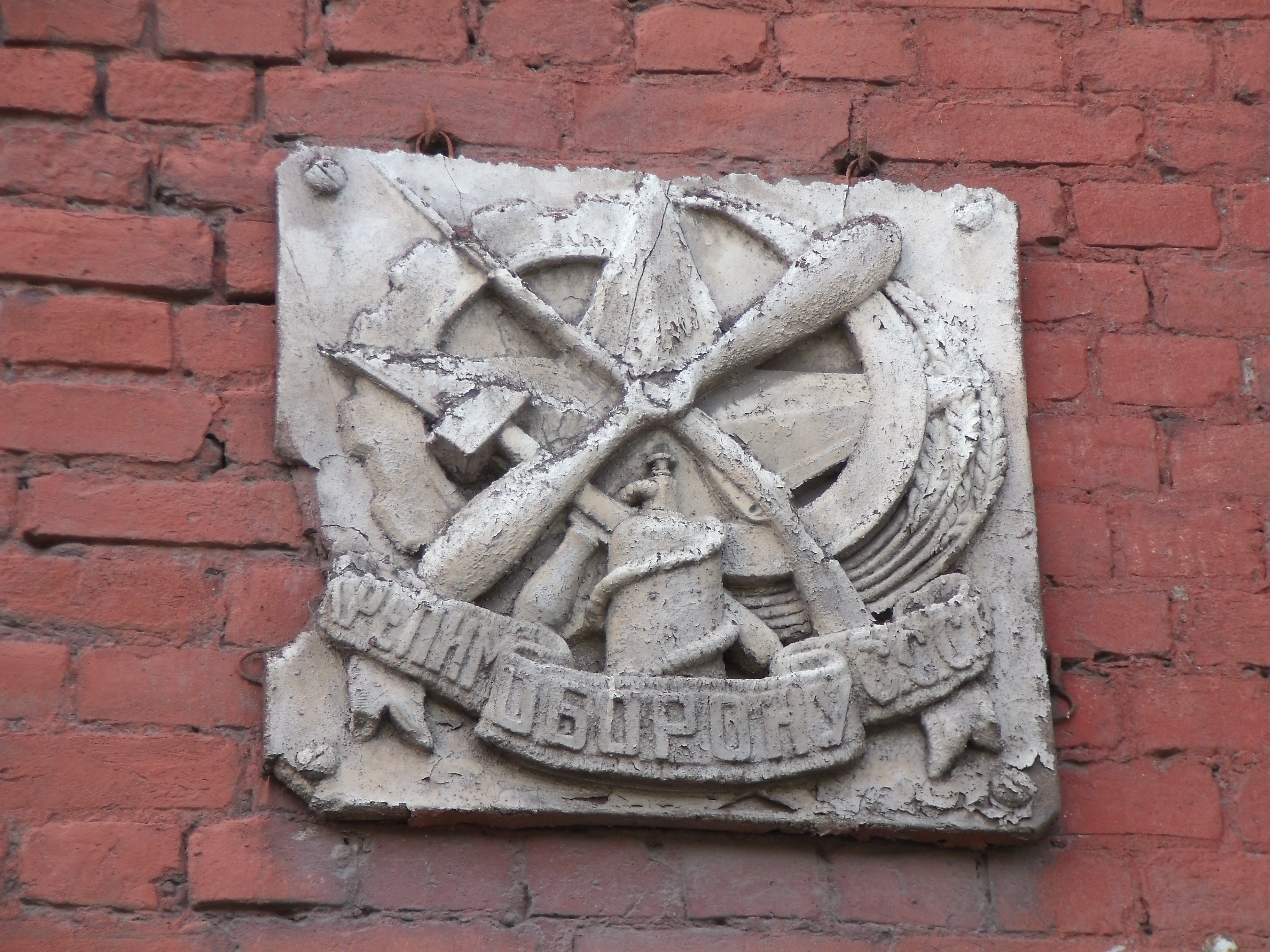
Знак «Крепим оборону СССР»

## История
В 1920 году, ещё во время Гражданской войны в РСФСР была создана добровольная оборонная организация Военно-научное общество (ВНО). Поначалу в него входили лишь студенты военной академии РККА, но вскоре отделения ВНО начали появляться повсеместно.
В марте 1923 году начало работу Общество друзей воздушного флота (ОДВФ), которое к 1925 году выросло до более 2 млн человек.
Вскоре была создана ещё одна оборонно-массовая организация Доброхим (Добровольное общество друзей химической обороны и промышленности), которая стала пропагандировать химические знания под девизом «Массовая защита от газов — дело трудового народа!». К августу 1924 года были созданы более 50 губернских отделений Доброхима, в том числе отделение в СЛОНе.
1 ноября на промышленно-показательной выставке ВСНХ СССР открылся павильон Доброхима. К 1925 году в организации состояло 1,3 млн человек, которые проводили лекции в школах, учреждениях, создавали кружки противохимической обороны и пункты противохимической защиты при колхозах, клубах и даже в жилых домах, которые проводили тренировки, обучали население правилам поведения при газовой атаке.

23 мая 1925 года путём слияния обществ ОДВФ (Общество друзей воздушного флота) и Доброхим (Общество друзей химической обороны и химической промышленности) было образовано общество Авиахим, насчитывавшее к июню 1925 года около 3 млн членов и свыше 30 тысяч первичных ячеек по всей стране.
27 июля 1926 года Военно-научное общество было переименовано в Общество содействия обороне СССР (ОСО).

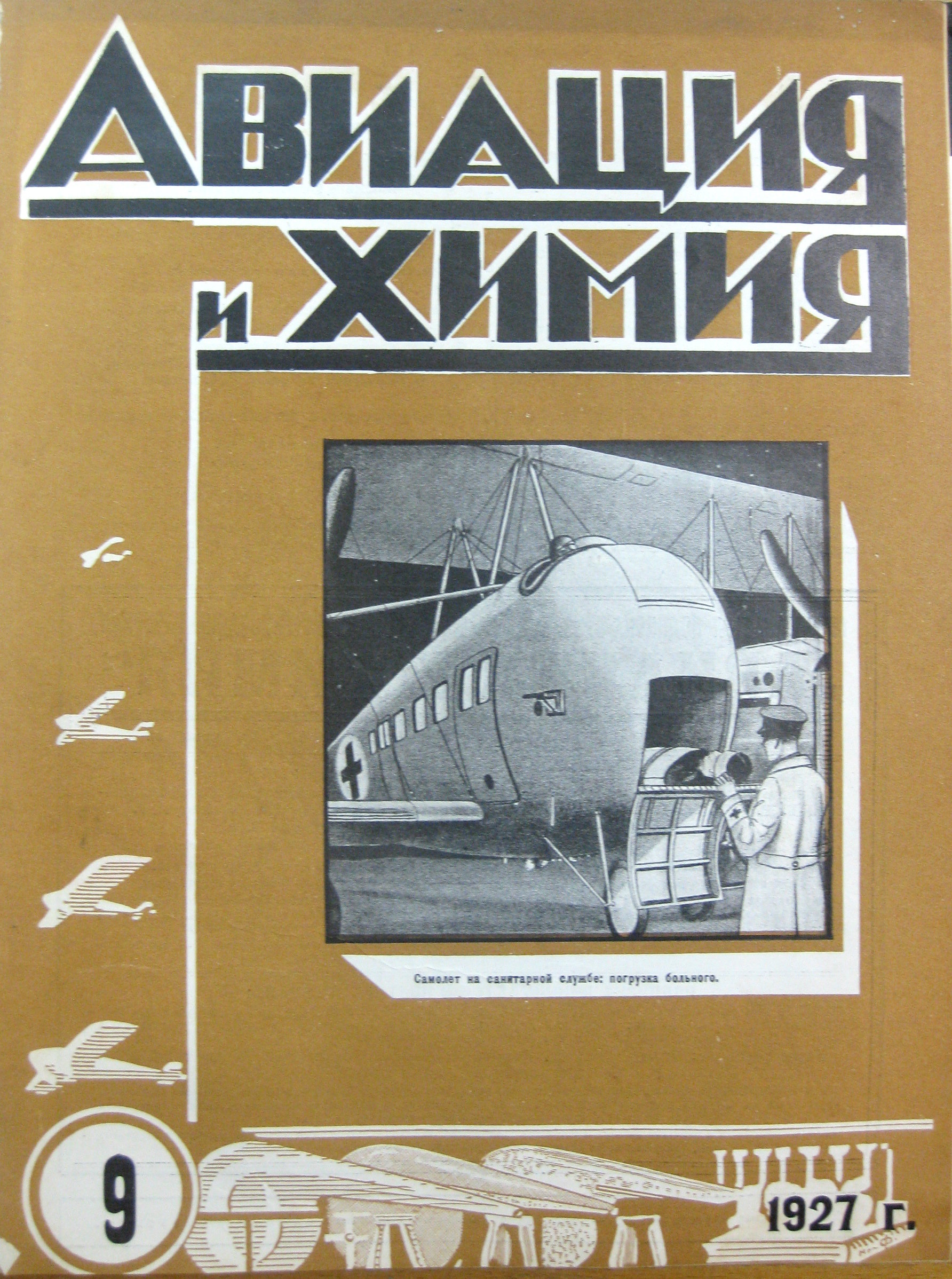
Обложка журнала «Авиация и химия», 1927, № 9

23 января 1927 года на совместном заседании I Всесоюзного съезда Авиахима и 2-го пленума Центрального совета ОСО по докладу наркома по военным и морским делам К. Е. Ворошилова было принято решение слить два общества в одно под названием АВИАХИМ-ОСО. Вскоре оно было переименовано в «Общество содействия обороне и авиационно-химическому строительству СССР» (Осоавиахим СССР). Председателем Центрального Совета Осоавиахима СССР был избран председатель Совнаркома СССР А. И. Рыков, заместителями — К. Е. Ворошилов, И. С. Уншлихт, В. В. Куйбышев; в состав президиума вошли Я. Л. Авиновицкий, П. И. Баранов, А. С. Бубнов, С. С. Каменев, М. Н. Тухачевский, В. Я. Чубарь, Р. П. Эйдеман, Г. Г. Ягода и другие.
10 февраля 1927 года состоялась 1-я конференция Московской городской организации Осоавиахима.
Печатным органом Союза Осоавиахим СССР, Осоавиахима РСФСР и Мосоавиахима стал журнал «Авиация и химия», основанный в 1926 году Авиахимом. В редколлегию журнала, наряду с Я. Л. Авиновицким, М. А. Алексинским, П. И. Барановым, К. Е. Ворошиловым, С. С. Каменевым, П. П. Лебедевым, Р. А. Муклевичем, И. С. Уншлихтом, вошёл видный публицист М. Е. Кольцов, химик Я. М. Фишман, учёный-механик В. В. Добровольский.
В начале 1928 года при Центральном Совете Осоавиахима СССР была образована Центральная секция служебного собаководства (в 1925—1927 годах состоявшая при Всекохотсоюзе).
В 1931 году в стране был введён Всесоюзный физкультурный комплекс «Готов к труду и обороне СССР».
В 1932 году на Московском авиационном заводе № 22 по инициативе осоавиахимовской и комсомольской организаций была создана первая в стране общественная школа, готовившая лётчиков и других авиационных специалистов без отрыва от производства. В ней имелось шесть секций: лётная, планерная, авиамоторная, парашютная, глиссерная, авиамодельная и группа проектирования и постройки спортивных самолётов.
29 октября 1932 года президиумом Центрального Совета Осоавиахима СССР и РСФСР было утверждено положение о создании звания «Ворошиловский стрелок», а 29 декабря 1932 года — значок «Ворошиловский стрелок». Начал издаваться журнал «Ворошиловский стрелок».
В 1933 году на Красной Пресне на кондитерской фабрике «Большевик» был создан первый парашютный отряд, положивший начало массовому парашютному спорту в стране. На фабрике «Красная мануфактура» был организован первый в стране женский парашютный санитарный отряд, в который вошло 20 работниц. ВЦСПС, ЦК ВЛКСМ, ЦС Осоавиахима утвердили коллективное звание и знак «Крепость обороны». Оно присуждалось коллективам фабрик и заводов, которые при успешном выполнении производственных планов добились широкого охвата молодёжи военным делом, развёртывания физкультурной работы.
10 марта 1934 года ЦС Осоавиахима утвердил новое положение о значке «Ворошиловский стрелок», учредив I и II ступени, а в июле того же года — положение о значке «Юный ворошиловский стрелок».
В апреле 1934 года первому в стране звание «Крепость обороны» было присвоено электрокомбинату им. В. В. Куйбышева, осоавиахимовская организация которого добилась высоких показателей в своей деятельности.
Осенью 1934 года в Бауманском районе открылся первый в стране клуб Ворошиловских стрелков. Этому клубу выпала честь впервые представлять оборонное Общество на международных соревнованиях, встретились команды клуба Ворошиловских стрелков и команда Портсмутского стрелкового клуба США. Победили москвичи, выбившие на 207 очков больше американских спортсменов.
13 августа 1934 года Московская спортсменка Нина Камнева совершила рекордный прыжок с парашютом. Она покинула самолёт на высоте 3 тыс. метров и раскрыла парашют за 200 метров от земли.
20 сентября 1934 года в газете оборонного Общества «На страже» были опубликованы нормативы комплекса «Готов к противовоздушной и противохимической обороне».
19 ноября 1935 года президиум ЦС Осоавиахима утвердил Положение о первичной организации ОСОАВИАХИМа.
Летом 1936 года ЦС Осоавиахима, учитывая массовый характер работы по сдаче норм «Готов к ПВХО», ввёл нормы «Готов к ПВХО» II ступени.
1 августа 1936 года ПВХО нормы на значок «Ворошиловский стрелок» II ступени необходимо было выполнять только из боевой винтовки. На первых Всесоюзных стрелковых соревнованиях пионеров и школьников, юных ворошиловских стрелков, москвичи были первыми в командном зачёте.

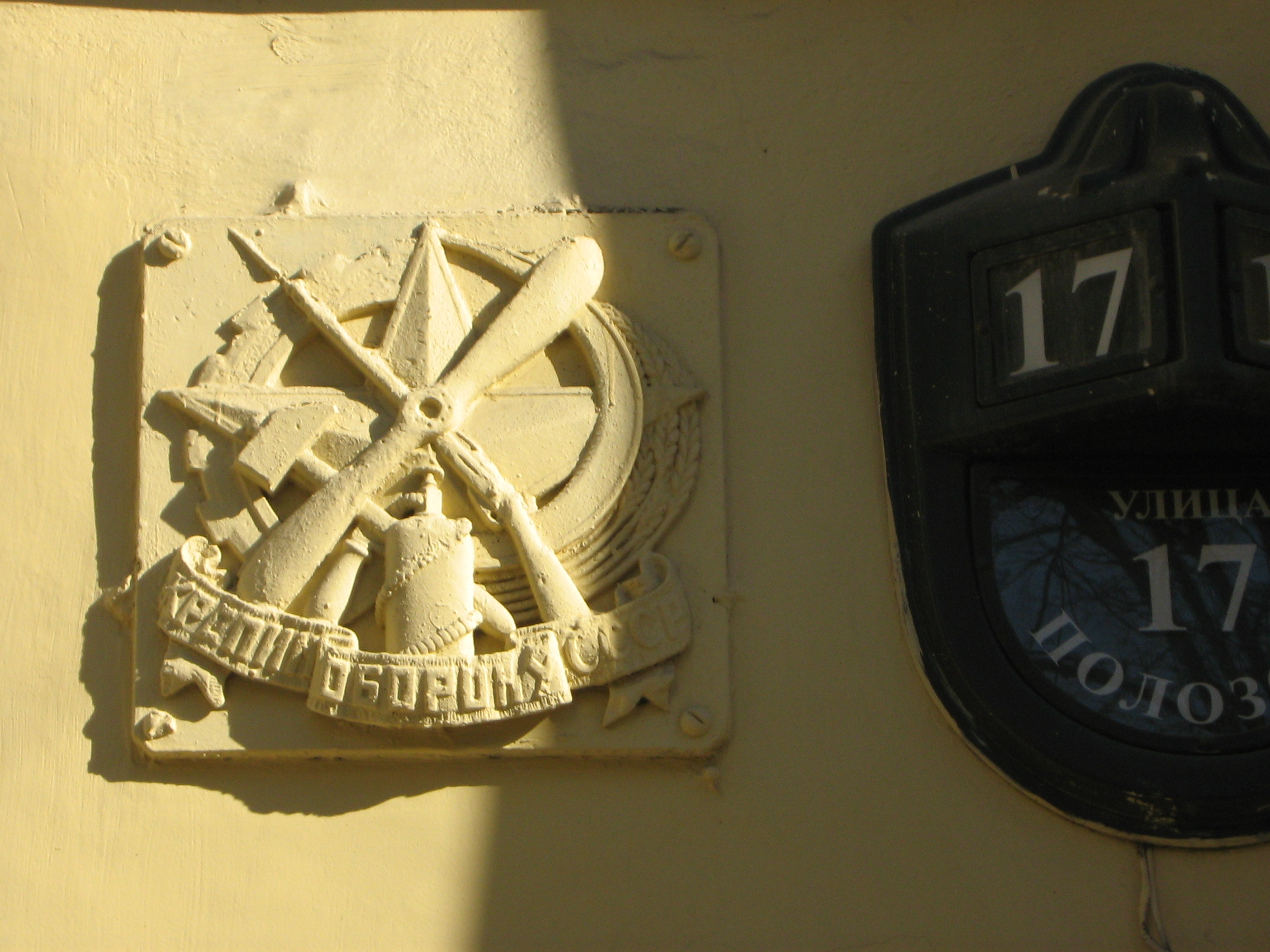
Знак Осоавиахима на фасаде дома 17 по Полозовой улице в Санкт-Петербурге

28 января 1937 года президиум Центрального совета Осоавиахима ввёл нормативы на коллективный знак «Готов к ПВХО» для первичных организаций Общества жилых домов, а в начале следующего года были утверждены нормативы для первичных осоавиахимовских организаций учебных заведений. Знак являлся настенным и вывешивался на фасады зданий. Первым в Москве сдал нормативы на коллективный знак «Готов к ПВХО» Институт кооперативной торговли.
8 мая 1938 года Московский осоавиахимовец Михаил Зюрин установил первый официально признанный международной авиационной федерацией (ФАИ) мировой рекорд советских авиамоделистов. Его модель, снабжённая бензиновым моторчиком, пролетела по прямой 21 км 857 метров.

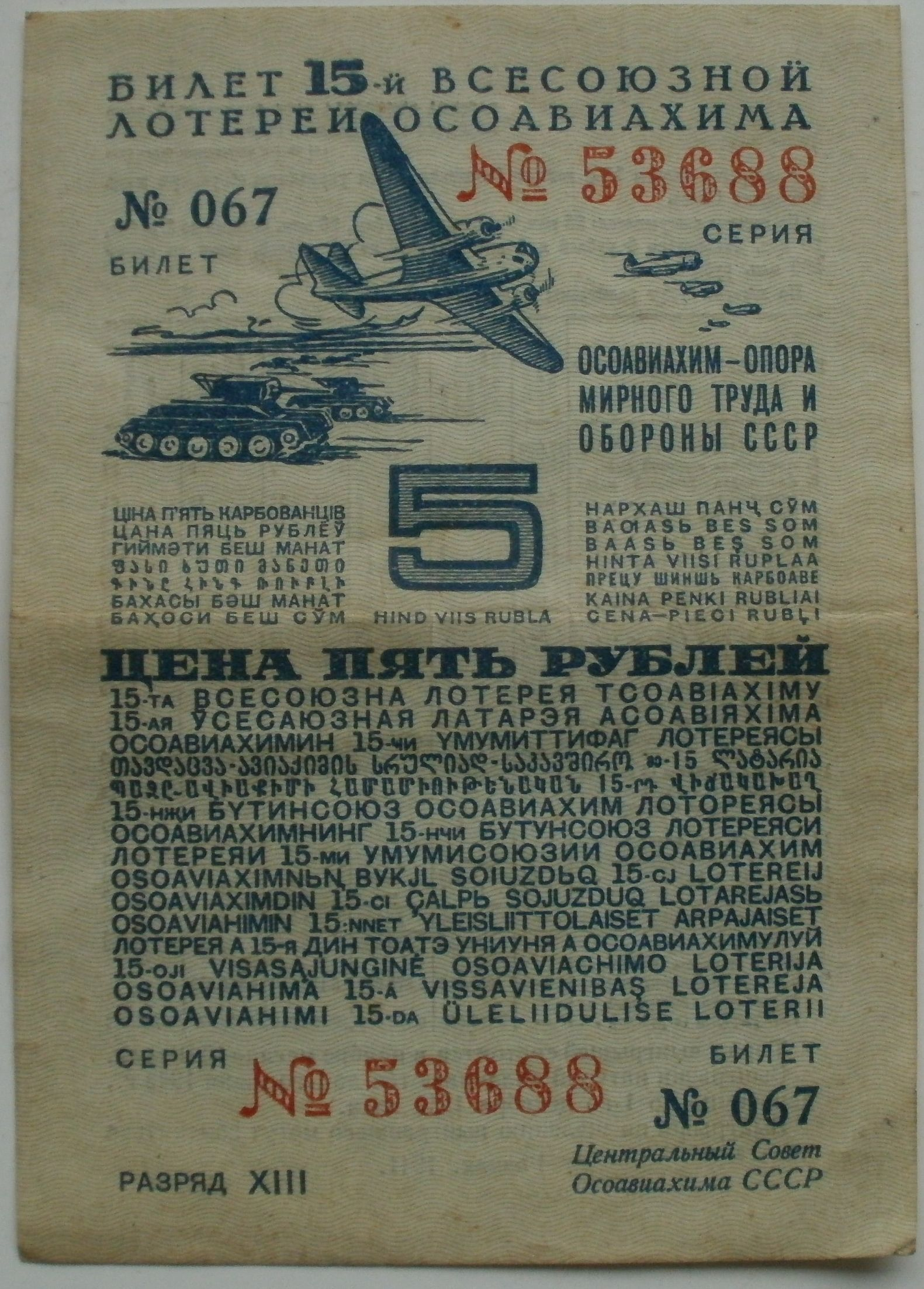
Лотерейный билет Осоавиахима 1941 года

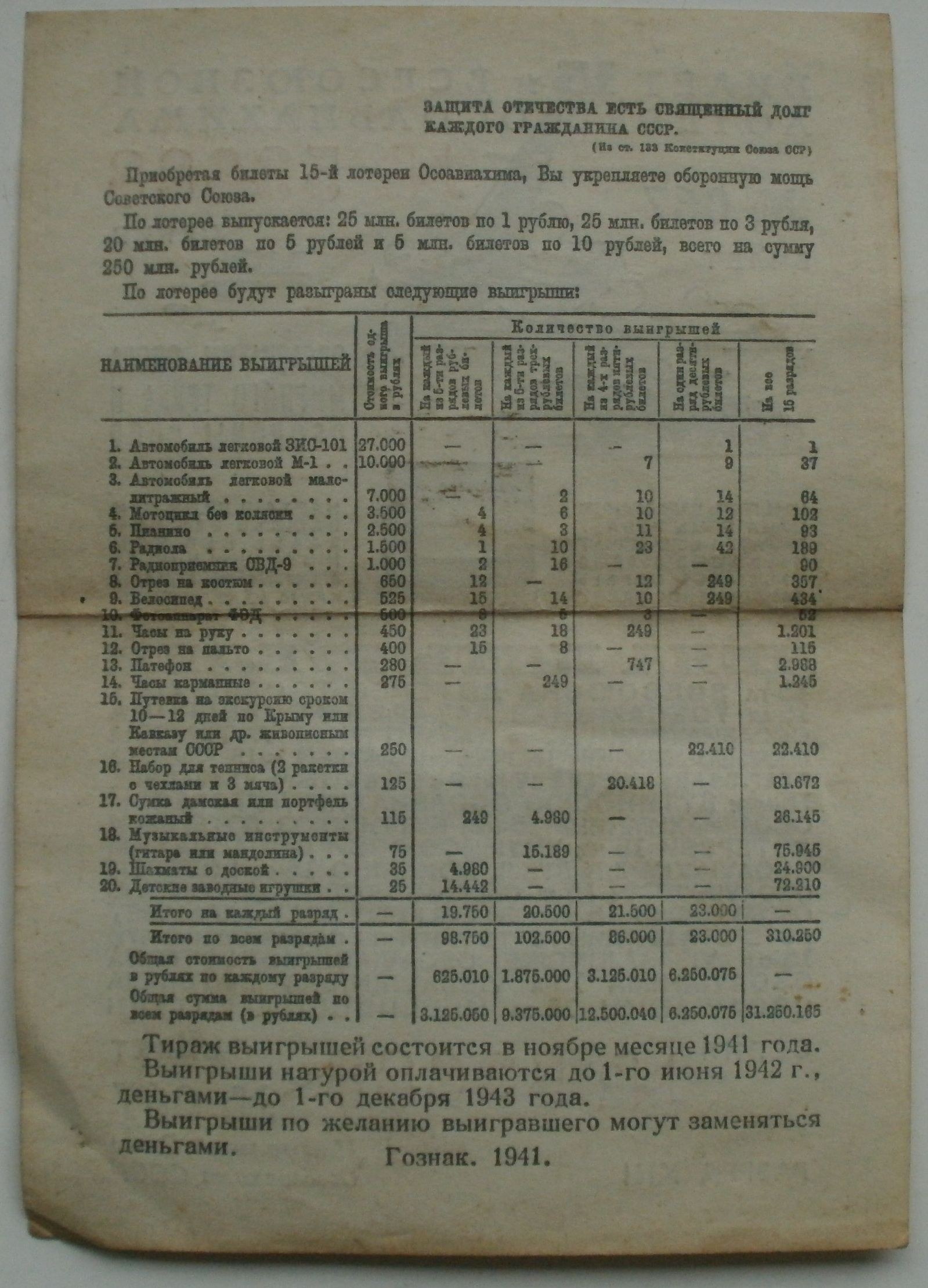
Лотерейный билет Осоавиахима. Обратная сторона лотереи

В 1939 году в Московской городской организации Осоавиахима действовало 23 районных организаций Общества, рекордно-планерный отряд, Ростокинский районный планерный клуб, Бауманский, Ленинградский, Ленинский, Октябрьский, Пролетарский, Свердловский, Сталинский, Таганский районные аэроклубы, аэроклуб Мосметростроя, городская школа ПВХО, городская морская школа, городская стрелковая школа, осоавиахимовские лагеря «Черёмушки», «Вешняки», «Пушкинское».
27 августа 1940 года ЦС Осоавиахима принял постановление «О перестройке военного обучения членов Осоавиахима». Начался переход от кружковой системы к занятиям в учебных подразделениях. Были созданы группы, команды, отряды.
В 1939—1940 годы в осоавиахимовских организациях столицы было подготовлено 3248 групп самозащиты, создано 1138 постов ПВХО, 6 тысяч командиров постов и групп самозащиты. В 1940 году подготовкой к ПВХО было охвачено свыше 770 тысяч жителей города.
В начале 1941 года в Москве насчитывалось более 4 тыс. групп, свыше 100 команд, около 230 отрядов. В них проходили подготовку 81 тыс. человек.
В июне 1941 года в Москве насчитывалось 6790 первичных организаций Осоавиахима и 860 тысяч членов Общества.
В июле 1941 года Совнарком СССР принял постановление, которым на Осоавиахим возлагалась ответственность за организацию всеобщей обязательной подготовки населения к противовоздушной обороне.
17 сентября 1941 года вышло постановление Госкомобороны «О всеобщем обязательном обучении военному делу граждан СССР» (от 16 до 50 лет).

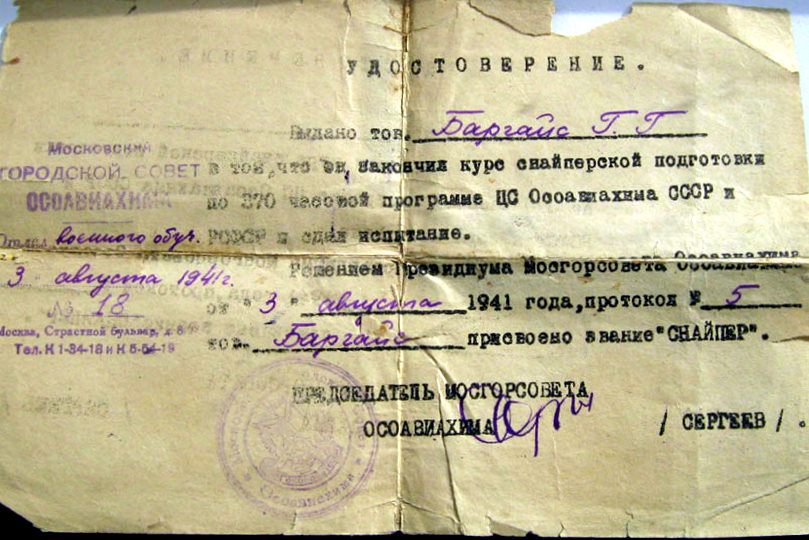
Справка Осоавиахим выдана в 1941 году 16-летнему защитнику Москвы Г. Г. Баргайсу об окончании курса снайперов

В октябре-ноябре 1941 года В Краснопресненском, Октябрьском, Первомайском, Сталинском, Таганском районах были созданы учебно-стрелковые центры и стрелковые клубы.
В январе 1942 года учебно-стрелковые центры были развёрнуты во всех районных организациях Общества. В течение года в них было подготовлено более 25 тысяч специалистов: пулемётчиков, снайперов, истребителей танков, «ворошиловских стрелков». Каждый учебно-стрелковый центр имел летний и зимний лагерь, боевое стрельбище с дистанцией стрельбы не менее 800 метров, лыжную базу, учебные поля, инженерные и сапёрные городки, учебно-методические кабинеты. Основной базой учебно-стрелковых центров Московской городской организации Осоавиахима являлись Мытищинский и Румянцевский полигоны, отвечающие указанным выше требованиям.
В начале 1943 года при первичных организациях Осоавиахима стали создаваться отделения, взводы, роты, батальоны, которые становились основной организационной формой военного обучения и воинского воспитания граждан.
В 1941—1945 годы Великой Отечественной войны в Москве действовали следующие учебные и спортивные организации горсовета Осоавиахима: 1-й и 2-й учебно-стрелковые центры, снайперская школа, военно-морская школа, 1-я, 2-я и 3-я школы ПВХО, 1-я и 2-я школы связи, автомотоклуб, Центральная школа связи, Дом радио, парашютно-планерный клуб, кавалерийская школа, клуб служебного собаководства, Мытищинский и Румянцевский полигоны. Московская городская организация Осоавиахима подготовила свыше 383 тысячи военных специалистов, в том числе — снайперов — 11233, связистов — 6332, станковых пулемётчиков — 23005, ручных пулемётчиков — 42671, автоматчиков — 33102, миномётчиков — 15283, истребителей танков — 12906, бронебойщиков — 668. Клуб служебного собаководства вырастил, обучил и передал Красной армии 1825 служебных собак. Более 3-х миллионов москвичей прошли в организациях Осоавиахима подготовку по ПВХО. Осоавиахимовцы столицы собрали 3 миллиона 350 тысяч рублей денежных средств, на которые была построена колонна танков «КВ» и более 1 миллиона рублей на постройку шести штурмовиков ИЛ-2. Деятельность Московской городской организации Осоавиахима в годы Великой Отечественной войны была высоко оценена Центральным Советом ОСО, который наградил её переходящим Красным Знаменем, навечно оставленным в столичной организации Общества.
В начале 1945 года в Москве в постоянно действующих формированиях Осоавиахима насчитывалось 183 роты, сведенные в 41 батальон.
В 1946 году образован Московский городской стрелково-спортивный клуб.
1 апреля 1947 года созданы 1-й, 2-й и 3-й городские аэроклубы.
20 мая 1947 года создан Московский городской радиоклуб.
В 1947 году сформированы 4 автомотоклуба для подготовки специалистов для Вооруженных Сил: Дзержинский, Киевский, Куйбышевский, Пролетарский.
16 января 1948 года постановлением Совмина № 77 Осоавиахим был разделён на три добровольных общества — Добровольное общество содействия армии (ДОСАРМ), Добровольное общество содействия авиации (ДОСАВ), Добровольное общество содействия флоту (ДОСФЛОТ). 26, 28, 29 июня 1948 года состоялись первые Московские городские конференции ДОСАРМа, ДОСАВа и ДОСФЛОТа. В Москве работали 1-й и 2-й военно-морские клубы и городской военно-морской учебный центр.
С 1951 года вновь появилось единое всесоюзное Добровольное общество содействия армии, авиации и флоту — ДОСААФ СССР.

## Форма одежды

### 1927—1932 годы[11]
По ходатайству Центрального совета ОСОАВИАХИМа Революционный военный совет (РВС) СССР разрешил членам Общества носить униформу. Ношение при этой форме петлиц и знаков различия, кокард и эмблем РККА воспрещалось. Мужчинам предписывалось носить гимнастёрку и брюки-галифе цвета хаки специального образца, ботинки или сапоги чёрного цвета, обмотки к ботинкам чёрного цвета, кожаный ремень; женщинам — платье репсовое цвета хаки, чулки чёрного цвета.

#### Униформа авиахимотрядов

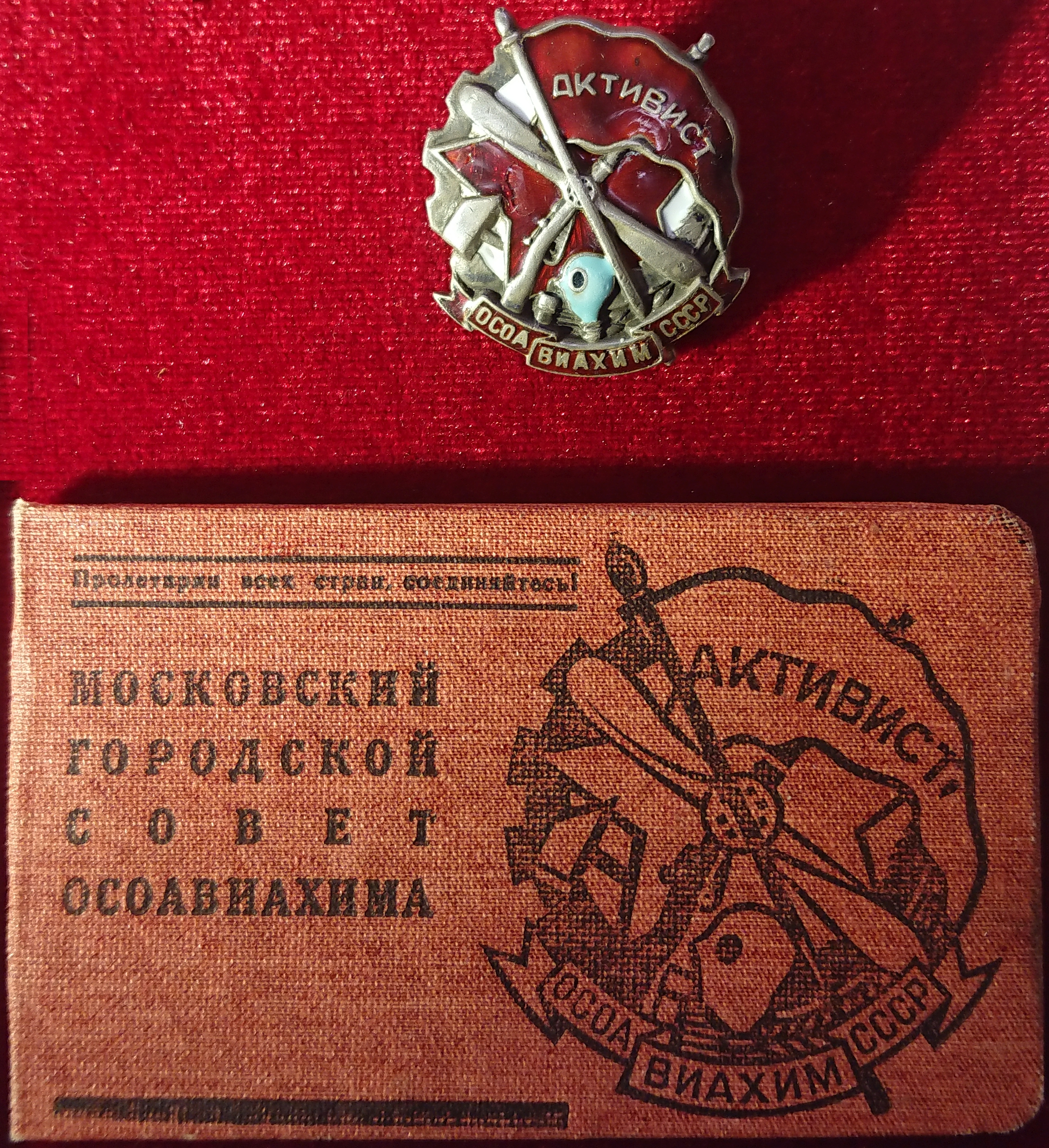
Знак «Активист Осоавиахима» и удостоверение к нему

В июле 1927 году для членов авиахимотрядов были учреждены специальный нагрудный знак и нарукавная повязка жёлтого цвета шириной 10 см с номером отряда, нанесённым краской по трафарету. Носилась повязка на левом рукаве выше локтя.
Для начальствующего состава устанавливались отличительные знаки на повязку: тонкая чёрная окантовка шириной 0,5 см и комбинация дополнительно нашивавшихся полос красного цвета шириной 1 см и длиной 7 см (у начальника команды авиахимотряда — одна полоса, у помощника начальника авиахимотряда (он же начальник резерва) — две, у начальника отряда — три). У заведующего имуществом отряда на повязке с окантовкой полосы отсутствовали. Переменный состав авиахимотрядов носил повязку только с номером отряда, без окантовки.
Единообразная форма одежды, — головной убор и костюм, устанавливалась местным отделением ОСОАВИАХИМа для каждого отряда. Как правило, эта одежда соответствовала общей униформе Общества.
Знак для членов авиахимотрядов был цельноштампованным (размером примерно 31×41 мм) и представлял собой покрытую зелёной эмалью широкую рамку в виде вертикального ромба. В верхней её части находилась небольшая красная эмалированная пятиконечная звезда. В центральной части знака расположена композиция из символов ОСОАВИАХИМа: серп и молот, горизонтальный двухлопастной пропеллер и противогаз БН (боевой несекретный) со шлемом, соединительной трубкой и коробкой. Знак изготавливался из бронзы или латуни и крепился к левой стороне груди при помощи винта и круглой закрутки.

#### Униформа военно-морских кружков
Форма одежды для членов военно-морских кружков Общества была установлена в августе 1928 году президиумом ОСОАВИАХИМа. Соответствующая информация была опубликована в сжатом виде в № 154 (1857) газеты «Красная звезда» от 4 августа 1928 года в рубрике «Обо всем».
Членам кружков полагались стандартные белые матросские рубахи, введённые приказом Революционного военного совета республики (РВСР) № 2443 от 27 октября 1921 года и подтверждённые приказом РВС СССР № 006 от 5 января 1925 года. На рубахи нашивались три голубых поля (полоски), а на накладной карман рубахи — синий адмиралтейский якорь. Членам военно-морских кружков Общества устанавливалась чёрная лента с серебристой надписью «ОСОАВИАХИМ» на бескозырку.

### 1936 год[12]
Новая форма была учреждена постановлением президиума Центрального совета ОСОАВИАХИМа СССР и РСФСР от 29 сентября 1936 года «О форме одежды начсостава ОСОАВИАХИМа».

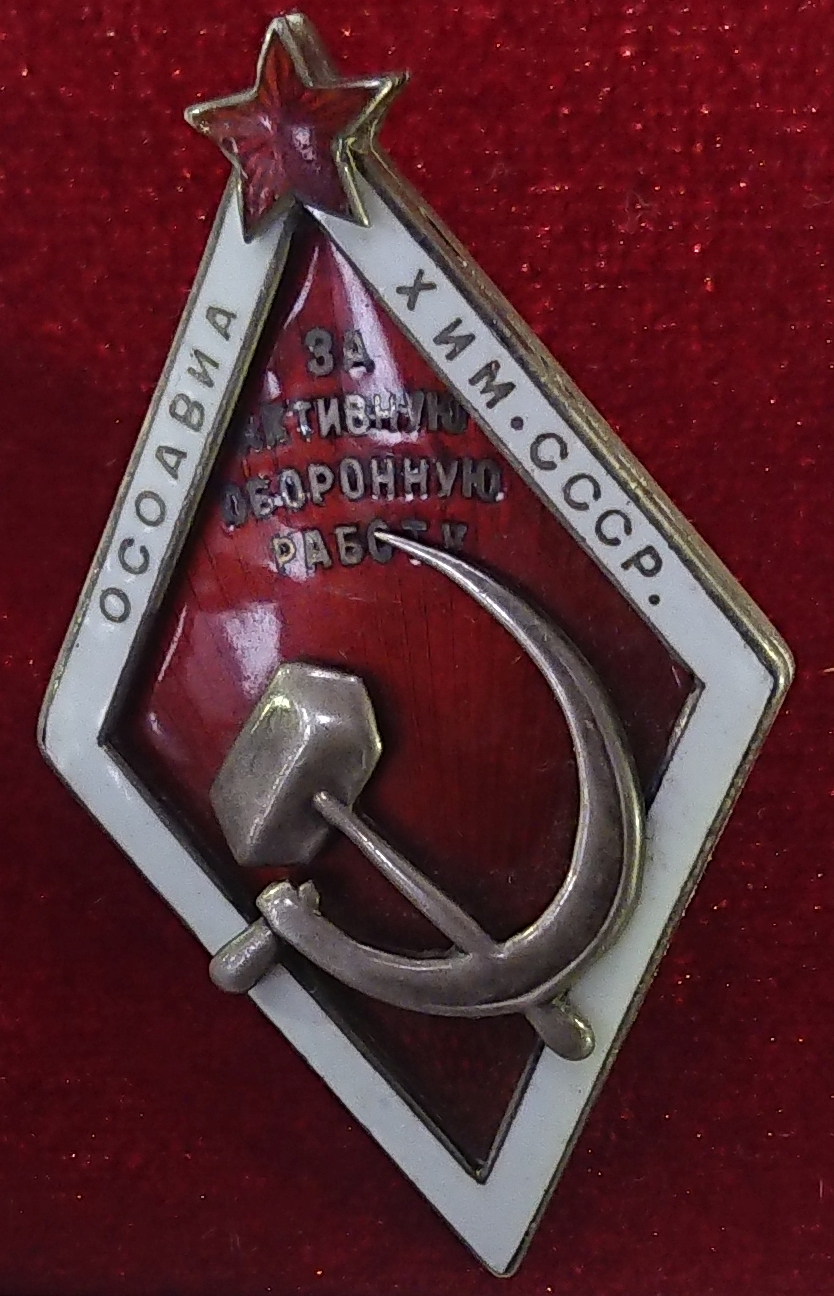
Первая высшая награда Осоавиахима «За активную оборонную работу»

#### Униформа Сухопутного состава
Для курсантов и учебно-стрелкового состава ОСОАВИАХИМ СССР постановлением президиума Центрального совета ОСОАВИАХИМ СССР и РСФСР были введены:
- пальто-реглан из грубошерстной ткани тёмно-серого цвета или светло-серого драпа;
- парадный костюм (френч и брюки навыпуск) из камвольной ткани светло-серого цвета;
- берет тёмно-синего цвета;
- фуражка — в тон костюму;
- для учлётов, то есть учащихся аэроклубов — китель из хлопчатобумажной или шерстяной ткани тёмно-серого цвета;
- шапка-ушанка зимняя;
- сапоги и ботинки чёрные хромовые.

Для повседневного ношения постоянному рядовому составу — та же форма из полугрубой шерсти.
Для повседневного ношения переменному рядовому составу. Костюм юнгштурмовца: гимнастёрка с двумя накладными карманами с жёлтым ременным поясом, с комбинированным воротником (застёгивается наглухо или носится открытым), бриджи из хлопчатобумажной ткани защитного цвета. Для женщин — юбка-брюки (широкие шаровары) из того же материала.
Для ношения на парадах и во внеслужебное время постоянному начальствующему составу:
- пальто-реглан того же покроя, что и для повседневного ношения, но из светло-серого драпа;
- френч из светло-серой камвольной ткани, закрытый на пяти пуговицах, со стояче-отложным воротником, с четырьмя накладными карманами, в талию, с хлястиком;
- гладкие брюки навыпуск английского покроя.

#### Униформа авиации
Для повседневного ношения постоянному начальствующему составу: пальто-реглан, гимнастёрка и бриджи, аналогичные установленным для состава остальных частей.
Для повседневного ношения рядовому составу и учлётам (учащимся летных школ ОСОАВИАХИМа):
- пальто-реглан, аналогичное установленному для остального состава, но из полугрубой шерсти;
- китель из тёмно-серой хлопчатобумажной ткани со стояче-отложным воротником и четырьмя прорезными карманами, с застёжкой на четыре пуговицы и с жёлтым поясным ремнём;
- бриджи из тёмно-синей хлопчатобумажной ткани; для женщин — юбка-брюки или широкие шаровары.

Для ношения на парадах и во внеслужебное время постоянному начальствующему составу:
- двубортное пальто-реглан из светло-серого драпа на шести пуговицах, на спине — прямая внутренняя складка, пояс из того же материала с металлической пряжкой;
- открытый однобортный френч из светло-серой камвольной ткани, на четырёх пуговицах с четырьмя прорезными карманами, с гладкой спиной;
- брюки английского покроя навыпуск из того же материала, с отворотами внизу;
- на летнее время брюки того же покроя, но из белого материала.

Сухопутным и авиационным составами широко использовались гимнастёрки и бриджи, установленные для РККА, а также пилотки синего цвета для ВВС РККА.
Снаряжение для строя — облегчённое снаряжение комначсостава РККА.

#### Униформа морского состава
Для повседневного ношения постоянному начальствующему составу:
- пальто-реглан общего для всех частей образца, но из сукна цвета маренго;
- закрытый китель морского образца из тёмно-синего сукна на пяти пуговицах;
- брюки морского покроя из чёрного сукна;
- на летнее время — вышеописанные китель и брюки из белого материала.
- фуражка образца РККФ с эмблемой Общества (летом — с белым чехлом).

Для ношения на парадах и во внеслужебное время начальствующему составу:
- пальто-реглан того же покроя и цвета, но из драпа;
- открытая двубортная тужурка морского образца из сукна чёрного цвета на шести пуговицах;
- брюки морского покроя из чёрного сукна.

Для рядового состава:
- двубортный морской бушлат из чёрного сукна на двенадцати пуговицах;
- куртка-матроска из тёмно-синего сукна;
- брюки морского покроя из чёрного сукна;
- на летнее время — белые матроска и брюки навыпуск морского образца с чёрным поясным ремнём;
- бескозырка (надпись на ленте — «Осоавиахим»).

#### Униформа авиационного состава
Для повседневного ношения постоянному начальствующему составу: пальто-реглан, гимнастёрка и бриджи, аналогичные установленным для состава остальных частей.
Для повседневного ношения рядовому составу и учлётам (учащимся лётных школ ОСОАВИАХИМа):
- пальто-реглан, аналогичное установленному для остального состава, но из полугрубой шерсти;
- китель из тёмно-серой хлопчатобумажной ткани со стояче-отложным воротником и четырьмя прорезными карманами, с застёжкой на четыре пуговицы и с жёлтым поясным ремнём;
- бриджи из тёмно-синей хлопчатобумажной ткани; для женщин — юбка-брюки (широкие шаровары).

Для ношения на парадах и во внеслужебное время постоянному начальствующему составу:
- двубортное пальто-реглан из светло-серого драпа на шести пуговицах, на спине — прямая внутренняя складка, пояс из того же материала с металлической пряжкой;
- открытый однобортный френч из светло-серой камвольной ткани, на четырёх пуговицах с четырьмя прорезными карманами, с гладкой спиной.
- брюки английского покроя навыпуск из того же материала, с отворотами внизу;
- на летнее время брюки того же покроя, но из белого материала.

#### Головные уборы
- На зимнее время шапка-ушанка одинакового образца для всех частей с донышком по цвету шинели данной части и чёрным либо тёмно-серым мехом.
- Для начальствующего состава морских частей — фуражка морского образца из чёрного сукна с голубой окантовкой, а для рядового состава — морская бескозырка. Летом надеваются белые чехлы.
- Для начальствующего состава всех остальных частей — фуражка цвета костюма (парадная — из светло-серой ткани, повседневная — защитного цвета) с окантовкой по окружности тульи и околышу цветом петлиц по роду частей.
- Для рядового состава авиации и учлётов — тёмно-синие береты, для рядового состава всех остальных частей — фуражки защитного цвета без окантовки.

Знаки на головные уборы:
- Для авиации — заключённый в шестерёнку самолёт, над ним — красная звезда, вокруг — серебряные листья.
- Для всех остальных частей (включая моряков) — окружённая золотыми листьями общая эмблема ОСОАВИАХИМа: красная звезда, серп и молот, поверх звезды — четырёхлопастной пропеллер, всё заключено в шестерёнку.

#### Знаки различия
Должностные категории работников Общества (кроме моряков) указывались на петлицах образца РККА красными эмалевыми (с 1932 года) или золотыми/серебряными металлическими (с 1936 года) звёздочками. Для моряков — золотые звёздочки нашиваются на чёрном нарукавном клапане из бархата. Этот клапан и золотой якорь над ним нашиваются на обоих рукавах над обшлагом. Для всех остальных частей — звёздочки нашиваются на петлицах:
- для общевойскового состава (пехота и административный состав Центрального и местных советов ОСОАВИАХИМа) — малинового;
- для конницы — тёмно-синего;
- для химиков — чёрного сукна и чёрного бархата;
- для авиации — голубого.

Петлицы — приборных цветов РККА, с 1936 года — окантованные по периметру серебряной канителью, прикрепляются на воротниках шинелей и тужурок.
Петлицы единые для всех видов одежды, в верхнем поле — эмблема Общества или эмблема авиачастей Общества. Допускалось ношение армейских петличных эмблем родов войск и служб по специальности.

### 1937—1948 годы[13]

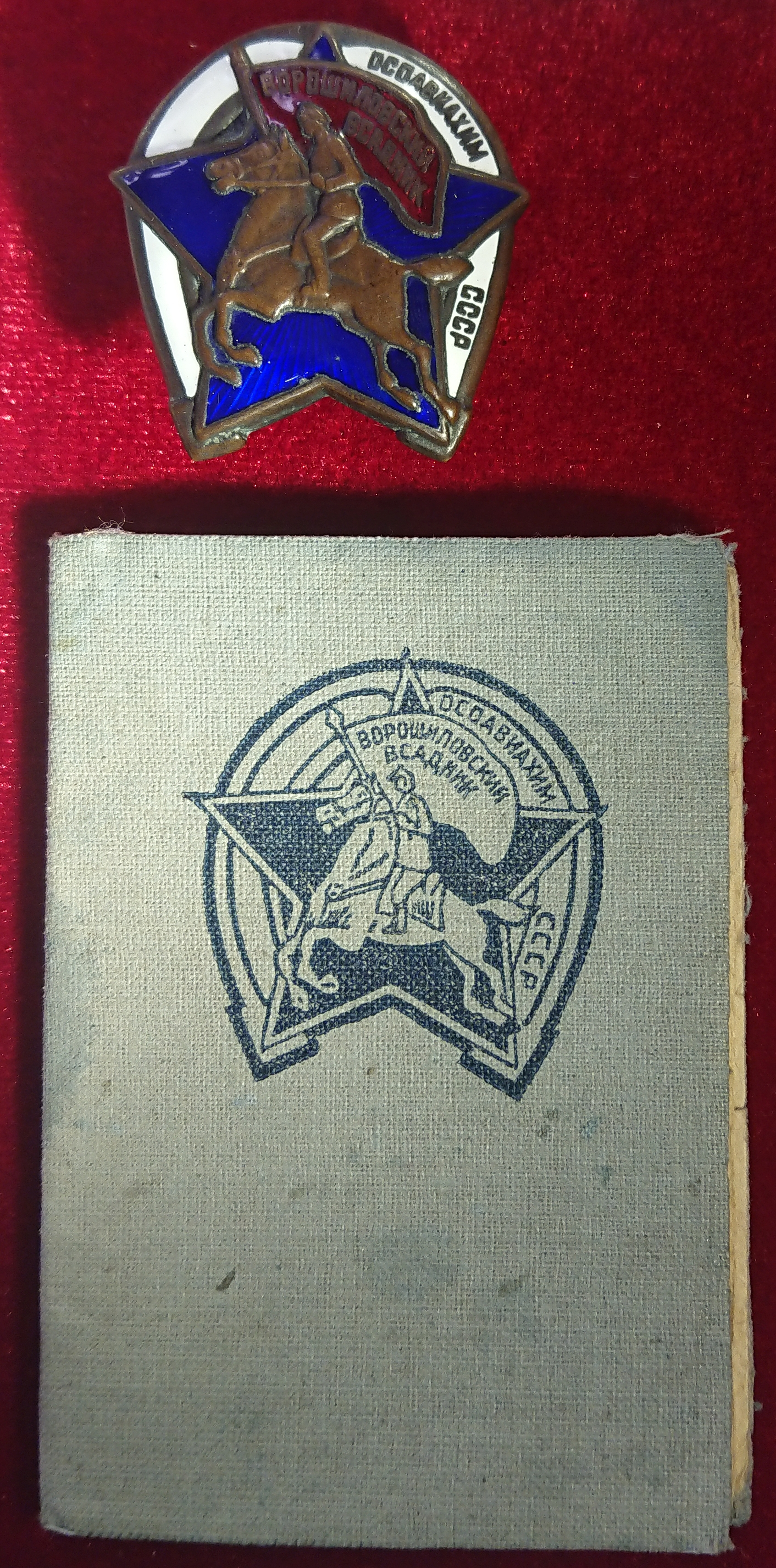
Знак Осоавиахима «Ворошиловский всадник» и удостоверение к нему

Новая форма одежды и знаки различия для курсантов и учебно-стрелкового состава ОСОАВИАХИМ СССР были введены постановлением президиума Центрального совета ОСОАВИАХИМ СССР и РСФСР от 24 ноября 1937 года. Были установлены:
- двубортная шинель из грубошерстной ткани или драпа стального цвета.
- парадный костюм (френч и брюки навыпуск) из камвольной ткани стального цвета.
- для учлётов, то есть учащихся аэроклубов — гимнастёрка из хлопчатобумажной или шерстяной ткани цвета хаки.
- фуражка цвета хаки с окантовкой одним из четырёх цветов: голубого (для летного состава), чёрного (части противохимической обороны), синего (кавалерийские подразделения) и малинового (для всех остальных работников).
- шапка-финка из цигейки или искусственного меха коричневого цвета, верх шапки из шерстяной ткани стального цвета.

На головные уборы для всех работников подразделений ОСОАВИАХИМа, кроме морских, вводился новый знак. Он представлял собой пятиконечную звезду, покрытую красной эмалью, в середине которой располагалась эмблема Общества. Её основа была выполнена в форме круга, образованного половиной шестерни (слева) и лезвием серпа (справа). Поверх были наложены пятиконечная звезда, а на неё — молот и перекрещенные двухлопастной пропеллер и винтовка. Несмотря на указанное выше ограничение, эта кокарда носилась и на бескозырках морских подразделений Общества. Было распространено и неуставное ношение на околыше фуражек стандартных кокард РККА (пятиконечных звезд с серпом и молотом).
Для ношения на петлицах вместо армейских эмблем родов войск и служб были установлены две принципиально новые эмблемы. Для работников авиации эмблема представляла собой миниатюрный силуэт стилизованного одномоторного самолёта-моноплана. Работники всех остальных подразделений Общества стали носить круглую эмблему ОСОАВИАХИМа упрощённого дизайна. Окантовка петлиц канителью отменялась, вместо неё для представителей тарифных категорий должностей постоянного состава, то есть работников и инструкторов вводился кант по трём сторонам из металлизированного серебряного галуна. Как и окантовка фуражек, цвет петлиц был голубым, синим, чёрным, малиновым — в цвет канта фуражек.
Должностные категории работников ОСОАВИАХИМа обозначались 15-мм гранёнными пятиконечными звёздочками золотистого цвета, крепившимися в один ряд на петлицах. Допускалось ношение вышитых звёздочек. Некоторые работники Общества продолжали носить на петлицах вместо металлических красные эмалированные звёздочки, использовавшиеся в 1932—1936 годах.
Кадровые военнослужащие РККА и военнослужащие резерва командного и начальствующего состава, откомандированные на работу в ОСОАВИАХИМ, также носили форму Общества, а не военную форму. Командиры в званиях от капитана до полковника (и им равных) до 1939 года и от майора до полковника (и им равных) в 1939—1948 годах носили петлицы с тремя звёздочками, лейтенанты — с двумя звёздочками. Однако при зачислении в кадровый состав РККА (призыве) бывшие работники ОСОАВИАХИМа никоим образом не могли автоматически претендовать на соответствующие армейские звания.
Эта форма одежды использовалась работниками ОСОАВИАХИМа вплоть до расформирования Общества в 1948 году:
| Название категории            | Сухопутные силы (петлицы) — гимнастерка, френч и пальто | Сухопутные силы (петлицы) — гимнастерка, френч и пальто | Сухопутные силы (петлицы) — гимнастерка, френч и пальто | Морские силы (нарукавный клапан) — тужурка и пальто |
| Название категории            | 1932                                                    | 1936                                                    | 1937                                                    | 1936—1948                                           |
| ----------------------------- | ------------------------------------------------------- | ------------------------------------------------------- | ------------------------------------------------------- | --------------------------------------------------- |
| Работник ОСОАВИАХИМ           |                                                         |                                                         |                                                         | без знаков                                          |
| Младший инструктор ОСОАВИАХИМ |                                                         |                                                         |                                                         |                                                     |
| Инструктор ОСОАВИАХИМ         |                                                         |                                                         |                                                         |                                                     |
| Старший инструктор ОСОАВИАХИМ |                                                         |                                                         |                                                         |                                                     |
| Главный инструктор ОСОАВИАХИМ |                                                         |                                                         |                                                         |                                                     |

### Киновоплощение
- Пятый океан (1940)
- Подрыв (2022)

## Руководители
- Рыков, Алексей Иванович
- Уншлихт, Иосиф Станиславович (январь 1927—1932)
- Эйдеман, Роберт Петрович (1932—1937)
- Горшенин, Павел Сидорович (май 1937 — ноябрь 1938)
- Кобелев, Павел Прокофьевич (1938—1948)
  - Кузнецов, Василий Иванович (ДОСАРМ)
  - Каманин, Николай Петрович (ДОСАВ)
  - Николаев, Александр Андреевич (ДОСФЛОТ)

## В названиях
- Институт химической обороны имени Осоавиахима